# Fussy
Fussy ist eine französische Gemeinde mit 1.914 Einwohnern (Stand: 1. Januar 2022) im Département Cher in der Region Centre-Val de Loire. Sie gehört zum  Arrondissement Bourges und zum Kanton Saint-Martin-d’Auxigny. Die Einwohner Werden Fusséens genannt.

## Geographie
Fussy liegt etwa sieben Kilometer nördlich von Bourges in der Sologne am Fluss Moulon. Umgeben wird Fussy von den Nachbargemeinden Saint-Georges-sur-Moulon im Norden, Pigny im Norden und Nordosten, Saint-Michel-de-Volangis im Osten, Bourges im Süden sowie Vasselay im Westen.

## Bevölkerungsentwicklung
| Jahr      | 1962 | 1968 | 1975 | 1982 | 1990 | 1999 | 2006 | 2017 |
| Einwohner | 437  | 560  | 1029 | 1762 | 2011 | 1951 | 1842 | 1982 |

## Sehenswürdigkeiten
- Kirche Saint-Hilaire aus dem 19. Jahrhundert
- Weltkriegsmuseum

## Gemeindepartnerschaften
Mit der Schweizer Gemeinde Corminboeuf im Kanton Fribourg besteht seit 1991 eine Partnerschaft.